# Symfonie nr. 8 (Joseph Haydn)
De Symfonie nr. 8 is een symfonie van Joseph Haydn, geschreven in 1761. De symfonie heeft als bijnaam Le Soir (Frans voor De Avond), samen met de 6de en 7de vormt het een onderdeel van de zogenaamde Dagtrilogie (een verzameling van 3 symfonieën, die de delen van de dag belichamen).

## Bezetting
- 2 hobo's
- 2 fagotten
- 2 hoorns
- Strijkers
- Klavecimbel

## Delen
Het werk bestaat uit vier delen:
1. Allegro molto
2. Andante (in C majeur)
3. Menuetto en trio
4. La tempesta: Presto

1 · 2 · 3 · 4 · 5 · 6 (Le Matin) · 7 (Le Midi) · 8 (Le Soir) · 9 · 10 · 11 · 12 · 13 · 14 · 15 · 16 · 17 · 18 · 19 · 20 · 21 · 22 (De Filosoof) · 23 · 24 · 25 · 26 (Lamentatione) · 27 · 28 · 29 · 30 (Halleluja) · 31 (Hoornsignaal) · 32 · 33 · 34 · 35 · 36 · 37 · 38 (Echo) · 39 · 40 · 41 · 42 · 43 (Mercurius) · 44 (Treursymfonie) · 45 (Afscheidssymfonie) · 46 · 47 (Palindroom) · 48 (Maria Theresia) · 49 (La Passione) · 50 · 51 · 52 · 53 (L'Impériale) · 54 · 55 (De schoolmeester) · 56 · 57 · 58 · 59 (Vuursymfonie) · 60 (Il distratto) · 61 · 62 · 63 (La Roxelane) · 64 (Tempora mutantur) · 65 · 66 · 67 · 68 · 69 (Laudon) · 70 · 71 · 72 · 73 (La chasse) · 74 · 75 · 76 · 77 · 78 · 79 · 80 · 81

88 · 89 · 90 · 91 · 92 (Oxford)

- Gemeinsame Normdatei: 300070152
- Library of Congress Control Number: n83188388
- MusicBrainz work: 204c4bb8-80cb-44d3-933c-bba95c2923fb
- Nationale Bibliotheek van Israël: 987007449535805171
- Virtual International Authority File: 184692264